# エイドリアン・ボールト
エイドリアン・セドリック・ボールト（Sir Adrian Cedric Boult, 1889年4月8日 - 1983年2月22日）は、イギリスの指揮者。

## 経歴

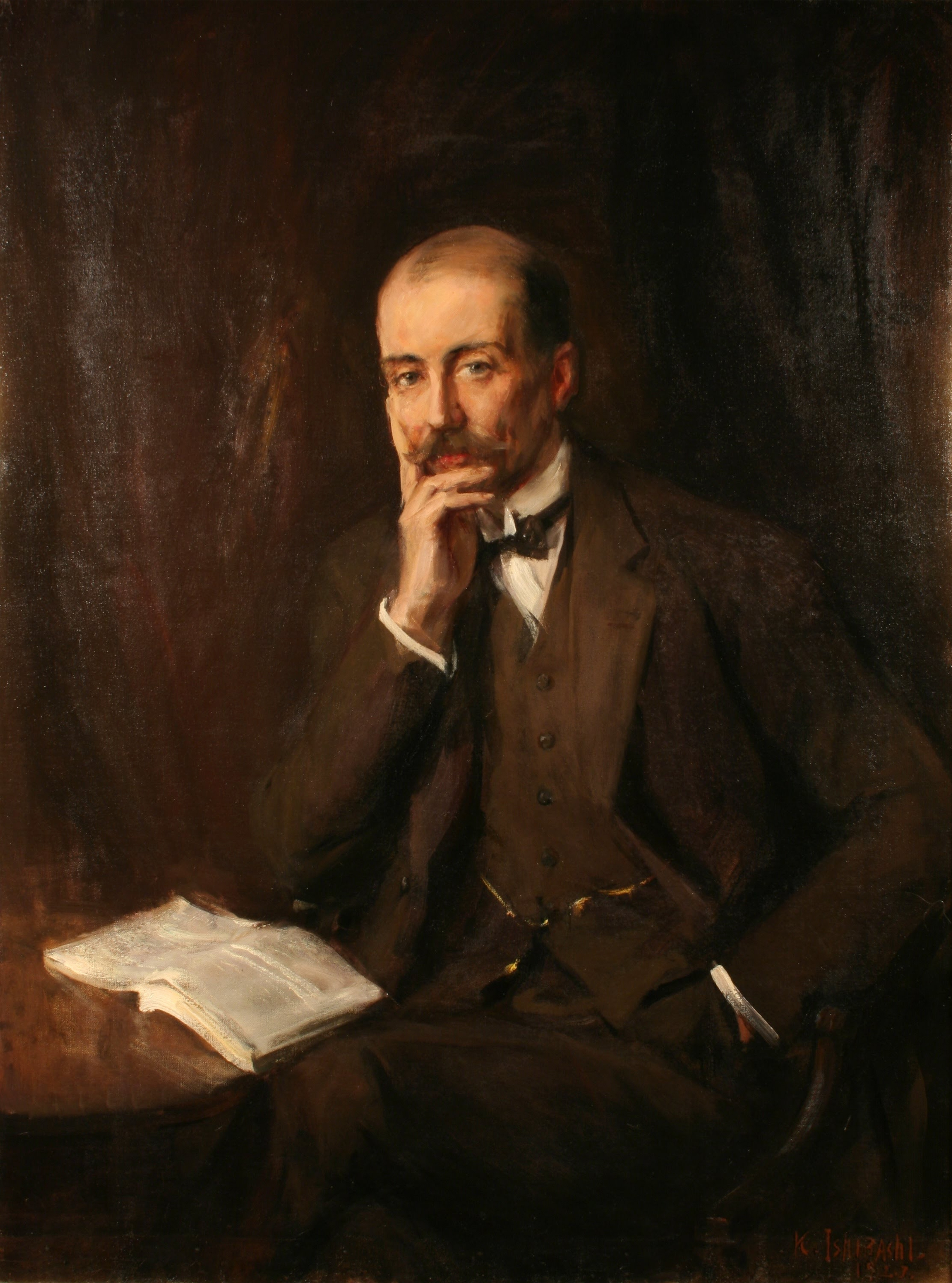
石橋和訓画 (1923年)

1889年、チェスター生まれ。ウェストミンスター・スクール在籍中のディナー・パーティでエドワード・エルガーと出会い、この時エルガーから自作の総譜を見せられつつ解説を受けた。その後オックスフォード大学を経てライプツィヒ音楽院に入学、マックス・レーガーに作曲を師事。また、この時期にライプツィヒで活躍していたアルトゥール・ニキシュにも指揮法を師事、大きな影響を受けた。
1914年、コヴェント・ガーデン王立歌劇場の音楽スタッフとしてプロデビュー。1918年、グスターヴ・ホルストの組曲『惑星』の試演、翌1919年、「金星」と「海王星」を除く初演を指揮。
1920年、初演以来忘れられていたエルガーの交響曲第2番を再演して成功を収め、この作品が再評価されるきっかけを作った。これに対し、作曲者のエルガーはボールトに手紙を書いて業績を称えた。同年にはレイフ・ヴォーン・ウィリアムズの『ロンドン交響曲』改訂版の初演にも携わった。
1924年にバーミンガム市交響楽団指揮者、次いで1930年にBBC交響楽団の初代首席指揮者に就任。この時期ボールトは同時代の音楽にも目を向けており、アルバン・ベルクの『ヴォツェック』のイギリス初演などを指揮した。
1937年、ナイトに叙せられた。
1951年、ロンドン・フィルハーモニー管弦楽団首席指揮者となった。1959年 - 1960年には再びバーミンガム市響の音楽監督を務めた。
1966年10月30日、史上最大の交響曲、管弦楽曲であるハヴァーガル・ブライアンの交響曲第1番「ゴシック」をBBC交響楽団とプロオーケストラとして初演。この演奏は録音されており、長らく海賊盤として出回っていたが、2009年にTESTAMENTレーベルより正規盤が発売された。
1977年10月12日、最後の公開コンサートを開催。1978年5月から7月にかけ、ホルストの『惑星』を録音した。
1981年に引退を宣言し、1983年2月22日に死去。

## 音楽と業績
エルガー、ヴォーン・ウィリアムズなどイギリス音楽を得意としており、ホルストの『惑星』は5回も録音し、ハヴァーガル・ブライアンの紹介や初演もするなどスペシャリストとして知られる一方で、同じイギリス音楽でもフレデリック・ディーリアスやベンジャミン・ブリテン、マイケル・ティペットとは縁遠い存在だった。ディーリアスに関しては音楽的な面で嫌悪していたし、ブリテンに関してはブリテンがボールトの指揮ぶりを批判したことに対する「仕返し」の意味でレパートリーに入れなかった。ボールトはイギリスの近代音楽ばかりでなく、ルートヴィヒ・ヴァン・ベートーヴェン、ヨハネス・ブラームス、リヒャルト・ワーグナーなどドイツ音楽の演奏でも評価が高い。
しかし、「若い指揮者は細部にこだわりすぎて全体的な構成をないがしろにしている」と苦言を呈していたボールトの指揮は、派手さに欠けるため、働き盛りの時代には、トーマス・ビーチャム、マルコム・サージェント、ジョン・バルビローリといったスター性のあるイギリス人指揮者の陰に隠れた存在であった。ビーチャムらの没後、1970年ごろになってようやくその真価が見出されたとき、ボールトは80歳近い高齢であった。
EMIレーベルに晩年の録音が多く残されており、ボールトと同世代の指揮者には「聴衆のいない録音スタジオでは気分が乗らない」という人物が多く見られるが、ボールトは「全く変わらない」と断言していた。
ボールトに師事した指揮者にロジャー・ノリントン、ダグラス・ボストック、カーク・トレヴァーがいる。
著書にThoughts on Conducting（日本語版『指揮を語る』誠文堂新光社、翻訳：岡崎昭子）がある。